# Диодор Тирский
Диодор из Тира (II до н. э.) — философ-перипатетик, ученик Критолая.

## Взгляды
Пытался соединить учение стоиков и эпикурейцев с аристотелевской философией.
Высшее благо отождествлял с добродетелью и отсутствием страданий.